# Odolric
Odolric (Oudry, Odalric,, Odobric) (? - 1046) est un homme d’Église français et un saint catholique.

## Histoire
La première activité connue d'Odolric est d'être archidiacre de Langres.
Après l'expulsion de l'archevêque Buchard III par les troupes de l'empereur Conrad II du Saint-Empire et la guerre entre ce dernier et Eudes II de Blois pour la succession de Rodolphe III de Bourgogne, la situation du siège demeure très confuse à Lyon. Géraud Ier comte de Forez tente pour contrôler la cité d'attribuer le siège à son fils  « à peine adolescent » contre les partisans d'une l'élection canonique. Il faut attendre la mort de l'empereur en 1039 et le refus d'Halinard, abbé de l'Abbaye Saint-Bénigne de Dijon pour que le candidat impérial s'impose.
Odolric est finalement nommé et investi par le roi Henri III en 1041 pour résoudre la crise de succession sur le trône archiépiscopal qui durait depuis 1033. Il le choisit à la demande des clercs lyonnais et sur la requête d'Halinard, vers qui allait initialement le choix de l'Empereur.
Il serait mort empoisonné,.

## Postérité
Odolric est fêté à Lyon le 4 juillet.

### Autres références
1. ↑  Émile Jolibois, La Haute-Marne ancienne et moderne: dictionnaire géographique, statistique..., impr. Ve Miot-Dadant, 1858, p. 396
2. ↑  Remi Ceillier, Histoire générale des auteurs sacrés et ecclésiastiques, Volume 20, Paris, 1757, page 305 .
3. ↑  Jacques Pernetti, Recherches pour servir à l'histoire de Lyon, ou Les Lyonnois ..., Frères Duplain, 1757, volume 1, page 107 .
4. ↑   F. Gingins-La-Sarraz Histoire de la ville et du canton des Equestres Georges Bridel imprimeur, Lausanne 1865
5. ↑  De Mangin, Histoire Ecclesiastique Et Civile, Politique, Litteraire ..., 1765, page 544 .
6. ↑  Nominis : Saint Oldoric.
7. ↑   « Archevêques de Lyon / » [archive du 7 octobre 2013], sur sbib.ck.bpi.fr, Bibliothèque publique d'information, 2012 (consulté le 5 octobre 2013).
8. ↑   « Histoire de Lyon »(Archive.org • Wikiwix • Archive.is • Google • Que faire ?), sur editions-lyonnaises.fr, Éditions lyonnaises d'art et d'histoire, 2012 (consulté le 5 octobre 2013).